# Medenytschi
Medenytschi (ukrainisch Меденичі; russisch Меденичи/Medenitschi, polnisch Medenice) ist eine Siedlung städtischen Typs im Rajon Drohobytsch der Oblast Lwiw im Westen der Ukraine.

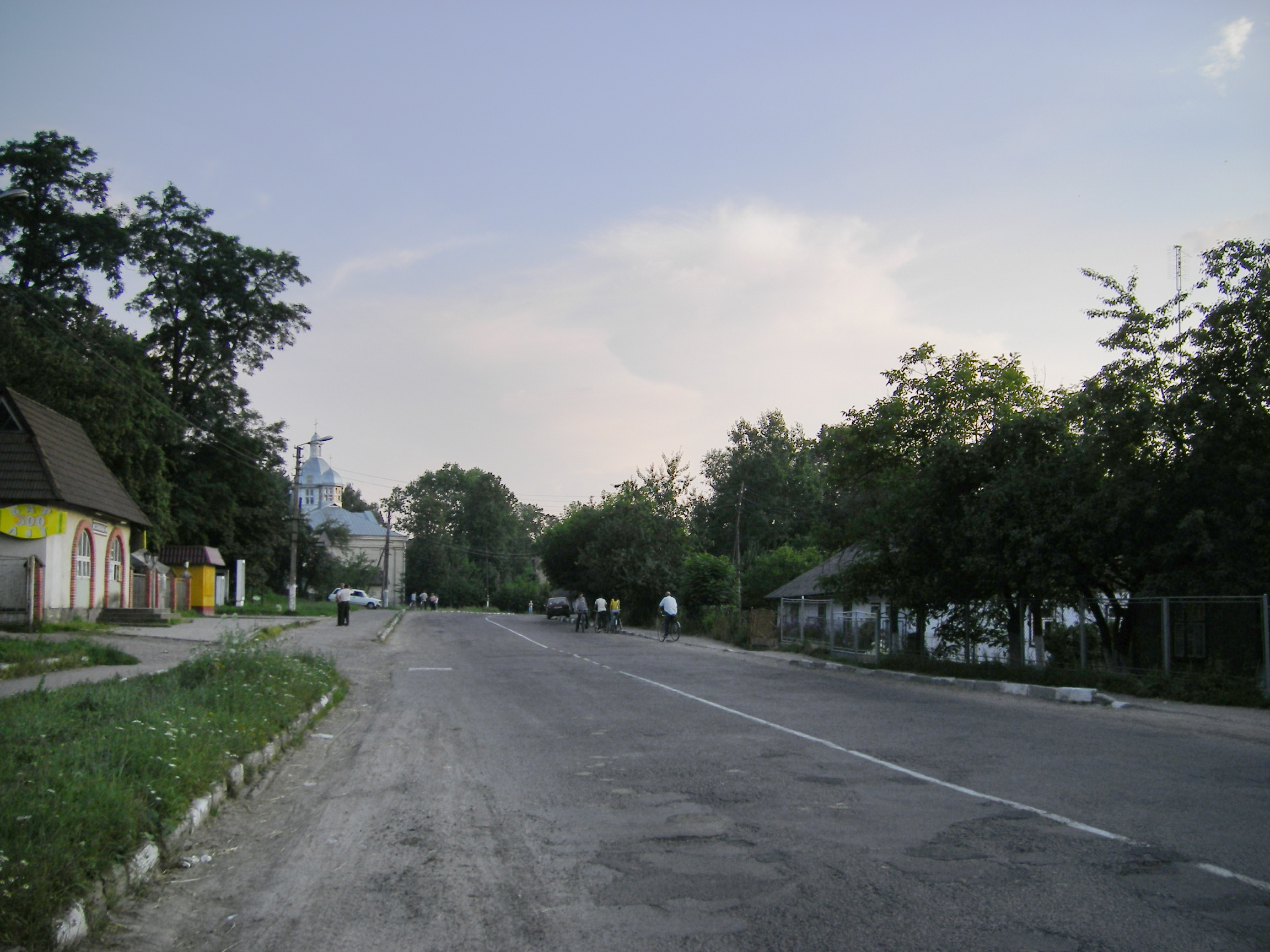
Hauptstraße von Medenytschi

Der Ort wurde 1395 zum ersten Mal schriftlich erwähnt und trug bis zum 23. Oktober 1989 den ukrainischen Namen Medenyzja (Медениця) bzw. russisch Medeniza (Меденица).
Am 12. Juni 2020 wurde die Siedlung zum Zentrum der neu gegründeten Siedlungsgemeinde Medenytschi (Меденицька селищна громада/Medenyzka selyschtschna hromada). Zu dieser zählen auch die 18 in der untenstehenden Tabelle aufgelistetenen Dörfer; bis dahin lautete die Bezeichnung auf Siedlungsratsgemeinde Medenytschi.
Folgende Orte sind neben dem Hauptort Medenytschi Teil der Gemeinde:
| Name                     | Name            | Name                                | Name             |
| ukrainisch transkribiert | ukrainisch      | russisch                            | polnisch         |
| ------------------------ | --------------- | ----------------------------------- | ---------------- |
| Daljawa                  | Далява          | Далява                              | Delawa           |
| Dowhe                    | Довге           | Долгое (Dolgoje)                    | Dołhe Medenickie |
| Horodkiwka               | Городківка      | Городковка (Gorodkowka)             | Hrud             |
| Hruschiw                 | Грушів          | Грушев (Gruschew)                   | Hruszów          |
| Korosnyzja               | Коросниця       | Коросница (Korosniza)               | Korosnica        |
| Letnja                   | Летня           | Летня                               | Letnia           |
| Litynja                  | Літиня          | Летыня (Letynja)                    | Litynia          |
| Opory                    | Опори           | Опоры                               | Opary            |
| Oriw                     | Орів            | Оров (Orow)                         | Orów             |
| Riptschyzi               | Ріпчиці         | Репчицы (Reptschizy)                | Rabczyce         |
| Riwne                    | Рівне           | Ровное (Rownoje)                    | Równe            |
| Roliw                    | Ролів           | Ролев (Rolew)                       | Rolów            |
| Sady                     | Зади            | Зады                                | Zady             |
| Solonske                 | Солонське       | Солонское (Solonskoje)              | Słońsko          |
| Tyniw                    | Тинів           | Тынов (Tynow)                       | Tynów            |
| Werchnij Doroschiw       | Верхній Дорожів | Верхний Дорожев (Werchni Doroschew) | Dorożów          |
| Woloschtscha             | Волоща          | Волоща                              | Wołoszcza        |
| Woroblewytschi           | Вороблевичі     | Вороблевичи (Woroblewitschi)        | Wróblowice       |

Der Ort lag bis 1772 in der Adelsrepublik Polen-Litauen in der Woiwodschaft Ruthenien, kam dann zum österreichischen Kronland Galizien und war zwischen 1854 und 1867 der Sitz eines Bezirksamts des gleichnamigen Bezirks Medenice, danach wurde 1867 bis 1918 ein Bezirksgericht im Ort eingerichtet, verwaltungstechnisch kam Medenice zum Bezirk Drohobycz.
Zwischen 1939 und 1959 war der Ort das Zentrum des gleichnamigen Rajon Medenytschi.
Die Entfernung zum südwestlich gelegenen Drohobytsch beträgt knapp 20 Kilometer.